# Lisi
Lisi (gr.: Λύση, tur.: Akdoğan) – miasto i jedna z gmin (gr.: Δήμος) dystryktu Famagusta. Populacja wynosi 50000 mieszkańców (2006).
Gmina de facto pod zarządem Cypru Północnego.